# Dompu (stato)
Il regno di Dompu (in lingua aceh: Kerajaan Dompu) fu uno stato principesco esistito nell'attuale Indonesia sino al 1958.
A livello geografico, il regno era posto tra le attuali reggenza di Bima e reggenza di Sumbawa. Anticamente il territorio era di tradizione buddista, ma dal Seicento, come accadde per Bima e Sumbawa, venne completamente islamizzato.
Il palazzo reale di Dompu, simbolo di grandezza, è scomparso da tempo e secondo alcune fonti sarebbe stato trasformato dai regnanti di Bima nell'attuale Grande moschea di Dompu; esiste un altro palazzo reale post presso il villaggio di Bada.
Nel 1942, durante l'occupazione giapponese dell'Indonesia, lo stato venne annesso al sultanato di Bima come ricompensa a quest'ultimo regnante per la perdita di parte del proprio potere, ma venne restituito già nel 1945 quando il ritorno dell'amministrazione olandese nelle Indie orientali portò alla restituzione dello stato alla legittima famiglia regnante. Ad ogni modo, lo stato di Dompu come quello di Bima entrò poco dopo nell'orbita della repubblica indonesiana e venne disciolto completamente nel 1958 quando venne creata l'attuale reggenza.
Negli anni 2000, un gruppo di ricercatori di Giacarta, guidato direttamente dal reggente di Dompu, Abubakar Ahmad, ha trovato un sito archeologico a 40 chilometri dal centro città di Dompu che sembrerebbe essere stato un antico insediamento riconducibile all'esistenza del regno. 